# برمنر
برمنر (به انگلیسی: Bremner) یک منطقهٔ مسکونی در کانادا است که در Strathcona County واقع شده‌است.